# State Grid Corporation of China
State Grid Corporation of China (SGCC; Chinees: 国家电网公司; pinyin: Guójiā Diànwǎng Gōngsī) is het grootste elektrische nutsbedrijf ter wereld. Het Chinese staatsbedrijf transporteert en distribueert elektrische energie in China en elders. Het hoofdkantoor is gevestigd in het district Xicheng in Beijing; er zijn vier regionale filialen.

## Activiteiten
Na de scheiding van productie en distributie, begin 2002, werd de State Electric Power Corporation opgedeeld in vijf productiegroepen, en vijf regionale maatschappijen, samengebracht in twee overkoepelende maatschappijen: State Grid Corporation of China, en het kleinere China Southern Power Grid Company.
State Grid Corporation of China (CGCC) staat bovenaan in de Fortune Global 500-lijst. Het heeft zo'n 1,1 miljard klanten en een omzet van US$ 387 miljard. Het bedrijf levert stroom in bijna 90% van het land en telt 1,5 miljoen werknemers. Het hoogspanningsnet onder beheer heeft een lengte van 1,1 miljoen kilometer.
SGCC beheert een aantal langeafstandshoogspanningslijnen in China, zoals de eerste 1000 kilovolt-wisselstroom-hoogspanningslijn tussen Noord-Shanxi en centraal Hubei in 2009. In 2012 volgde de exploitatie van een 800 kilovolt-gelijkstroomlijn die de waterkrachtcentrales van west Sichuan verbindt met Shanghai.
State Grid Corporation was ook betrokken bij een meerjarenplan voor een smart grid in China.

## Buitenlandse investeringen
In december 2007 was een Filipijns consortium waarvan SGCC deel uitmaakte, de hoogste bieder met US$ 3,95 miljard bij de privatisering van het elektriciteitsnet van Manilla.
In 2014 nam het bedrijf voor € 2,1 miljard een participatie van 35% in de energieholding CDP Reti, een van de grootste Chinese investeringen in Italië.
In augustus 2016 blokkeerde de Australische regering een bod, waarmee enkele Chinese financiers waaronder SGCC, een controlerend aandeel zouden verkrijgen in het Australische elektriciteitsnet.
In België ontstond in augustus 2016 een politieke rel, onder meer omdat de Staatsveiligheid waarschuwde voor een belangrijk participatiebod van SGCC in het nutsbedrijf Eandis.
State Grid Corporation is verder nog actief in de elektriciteitssector in Brazilië en Portugal.
Het ligt in de bedoeling van SGCC te investeren in een wereldomspannend elektriciteitsnet: Als spoorwegen, autowegen en internet de hele wereld met elkaar kunnen verbinden, waarom zou een energienetwerk niet kunnen gebouwd worden?, verklaarde voorzitter Liu Zhenya in maart 2016.
In 2017 was het bedrijf geïnteresseerd om een aandelenbelang van 20% te nemen in de Duitse transmissienetbeheerder 50hertz Transmission. De voorgenomen transactie werd niet positief ontvangen in Duitsland. Het aandelenpakket kwam uiteindelijk in handen van de Duitse investeringsbank KfW.